# 南京棲霞山長江大橋
南京棲霞山長江大橋（なんきんせいかさんちょうこうだいきょう、通称：棲霞山長江大橋）は、中華人民共和国南京市棲霞区の長江にかかる橋。かつては南京長江第四大橋とよばれ、2019年末から南京棲霞山長江大橋に変更した。